# Arkadia (odrůda révy vinné)
Arkadia (zkratka Ar) je raná, interspecifická stolní odrůda révy (též hybridní odrůda, mezidruhové křížení, PiWi odrůda) atraktivního vzhledu, určená k přímé spotřebě i ke střednědobému skladování, její hrozny skladování a přepravu dobře snášejí. Odrůda byla vyšlechtěna v Oděse, na Ukrajině, křížením odrůd Moldova a Cardinal.
Moldova je pozdní stolní interspecifická odrůda, kříženec odrůd Guzal Kara a S.V. 12-375 (Villard Blanc) z moldavského VÚVV „Vierul“ v Kišiněvě. Mateřská odrůda byla použita pro zvýšení odolnosti výsledného křížence.
Cardinal je středně pozdní stolní, místy též moštová odrůda révy vinné (Vitis vinifera), známá svou vysokou tržní hodnotou, kříženec odrůd Alphonse Lavallée (v Kalifornii též Ribier, ale není příbuzná stejnojmenné francouzské odrůdě) a Královna vinohradu (Königin der Weingärten). Křížení provedli roku 1939 Elmer Snyder a F.N. Harmon v kalifornském Fresnu. V mnoha státech celého světa byla tato odrůda pěstována roku 2007 na cca 28.000 hektarech.

## Popis
Réva odrůdy Arkadia je jednodomá dřevitá pnoucí liána, dorůstající v kultuře až několika metrů. Kmen tloušťky až několik centimetrů je pokryt světlou borkou, která se loupe v pruzích. Úponky révy umožňují této rostlině pnout se po pevných předmětech. Růst je středně bujný až bujný s vodorovnými letorosty.
Listy jsou velké, okrouhlé, pětilaločnaté s mělkými výkroji, na líci slabě puchýřnaté až hladké, lesklé, řapíkový výkroj je otevřený, lyrovitý s oblým dnem, až uzavřený s průsvitem, řapík je mírně narůžovělý, průměrně dlouhý.
Oboupohlavní pětičetné květy v hroznovitých květenstvích jsou žlutozelené, samosprašné. Plodem jsou velké až velmi velké (28 × 23 mm, 7–15 g), oválné až vejčité bobule zelenožluté až bělavě žluté barvy, s pevnou, ale ne příliš silnou slupkou, s nezbarvenou dužinou chruplavé, šťavnatě-masité konzistence, výborné, harmonické, sladké neutrální chuti, při plném vyzrání někdy až jemně muškátové. Hrozen je velký až velmi velký (500–700 g, ale i 2 kg), válcovitě-kuželovitý, s křidélky, středně hustý.

## Původ a rozšíření
Arkadia je interspecifická stolní odrůda, kterou na Ukrajině vyšlechtil F.L. Meleško s kolektivem šlechtitelů Výzkumného ústavu vinohradnického a vinařského v Oděse, (IViV V.E. Tairova) pod původním názvem Nasťa. Vznikla křížením odrůd Moldova a Cardinal. Na Ukrajině byla registrována roku 1995, v Ruské federaci roku 2009.
Do Státní odrůdové knihy České republiky byla odrůda zapsána v roce 2001. V ČR je odrůda udržována a zastupována Ing. Františkem Mádlem, kterým byla roku 1995 přihlášena k registraci, a Ing. Aloisem Tománkem. Pěstována je u nás převážně zahrádkáři a malopěstiteli.

## Název
Původní název odrůdy byl Настя (Nasťa), registrována byla již pod názvem Аркадия, u nás se s ní můžeme setkat pod názvem Arkadia (toto je i oficiální název odrůdy dle VIVC), vzácněji Arkadija či Arcadia. Arkadij je ruské mužské jméno, Arkádie je hornatá krajina uprostřed Peloponésského poloostrova, tedy v Řecku. Co bylo inspirací šlechtitelů, není známo.

## Pěstování
Sazeničky velmi dobře zakořeňují. Réví vyzrává poměrně dobře. Mrazu odolává odrůda pouze průměrně, do −21 °C. Plodnost dřeva je 55–75 %, průměrný počet hroznů na výhon 0,9–1,5. Plodnost spodních oček je vysoká. Hodí se pro většinu vedení, dobře snáší i krátký řez, doporučován je střední tvar a vodorovný kordon, řez na dvouoké čípky. Zatížení 35–45 oček na keř při délce řezu plodného dřeva na 8–10 oček. Vhodné jsou podnože SO-4, Cr 2, 125 AA, K 5BB. Plodnost je vysoká, 3,98 kg/keř, tedy 9–11 t/ha, z toho tržní 7–8 t/ha při cukernatosti 15–17 °NM a aciditě 4–6 g/l.

### Fenologie
Doba rašení oček je střední. Sklizňové zralosti dosahuje u nás odrůda v první polovině září. Vegetační cyklus odrůdy trvá 115–125 dní (v podmínkách Novočerkasska).

### Choroby a škůdci
Odolnost proti napadení plísní révovou (Plasmopara viticola) je zvýšená, odolnost vůči padlí révovému (Uncinula necator) je průměrná, i tak je odrůda mezi v ČR registrovanými stolními odrůdami nejodolnější. Protože brzy dozrává, nevyžaduje ochranu proti plísni šedé (Botrytis cinerea).

### Poloha a půdy
Vyžaduje chráněné a teplé lokality s dobrou, humózní půdou, nejlepší výsledky dosahuje na bohatých a vododržných půdách. Při kolísání obsahu vody v půdě může dojít k praskání bobulí. Doporučuje se pěstovat na nejlepších stanovištích, kde se často i s minimální chemickou ochranou získá kvalitní úroda.

### Multimédia
- Ing. Radek Sotolář : Multimediální atlas podnožových, moštových a stolních odrůd révy, Mendelova zemědělská a lesnická universita Brno, zahradnická fakulta v Lednici
- Martin Šimek : Encyklopédie všemožnejch odrůd révy vinné z celýho světa s přihlédnutím k těm, co již ouplně vymizely, 2008–2012